# Ken Kotyk
Ken Kotyk (ur. 7 lutego 1981 w Canora) – kanadyjski bobsleista, dwukrotny medalista mistrzostw świata.

## Kariera
Pierwszy sukces w karierze osiągnął w 2005 roku, kiedy wspólnie z Pierre'em Luedersem, Morganem Alexandrem i Lascellesem Brownem zdobył brązowy medal w czwórkach podczas mistrzostw świata w Calgary. W tej samej konkurencji reprezentacja Kanady w składzie: Pierre Lueders, Ken Kotyk, David Bissett i Lascelles Brown zdobyła srebrny medal na rozgrywanych dwa lata później mistrzostwach świata w St. Moritz. W 2006 roku wystartował na igrzyskach olimpijskich w Turynie, gdzie jego osada zajęła czwarte miejsce w czwórkach. Kanadyjczycy przegrali tam walkę o podium z I osadą Szwajcarii o 0,09 sekundy.